# Pan American World Airways
A Pan American World Airways, ismertebb nevén Pan Am, az 1930-as évektől 1991-es összeomlásáig az Amerikai Egyesült Államok egyik vezető légitársasága volt. A céget a floridai Key West városában alapították hidroplánjáratok lebonyolítására. Később a Pan Am jelentős méretű légitársasággá nőtte ki magát, és több, a nemzetközi utasrepülési piacot meghatározó innovációt is a társaságnak tulajdonítanak, például a sugárhajtású repülőgépek elterjedését, a számítógépes helyfoglaló rendszereket vagy a Boeing 747-es óriásgépet. A légitársaság kék földgömbre emlékeztető logója és a "Clipper" szót tartalmazó gépnevek és hívókódok használatának köszönhetően a Pan Am a huszadik század egyik kulturális ikonjává vált. Többek szerint a Pan Am volt az Egyesült Államok nem hivatalos nemzeti légitársasága. Csődjéhez nagyban hozzájárult a lockerbie-i katasztrófa.
A Pan Am 1991 után két újjászületésen is átesett. A második Pan Am 1996 és 1998 között üzemelt és olcsó, nagy távolságra repülő járatokat üzemeltetett az USA és a Karib-tenger országai között. A légitársaság jelenlegi megtestesülését Pan Am Clipper Connection néven üzemelteti a "Boston-Maine Airways". A légitársaság jelenleg az USA északkeleti partvidéke, Florida és Puerto Rico között repül. A második újjászületést kivéve a Pan Am továbbra is a PA IATA és a PAA ICAO repülőtársaság kódokat használja, bár jelenleg formájában már nincs köze az eredeti Pan Am-hez, ahogy az 1990-es évek közepén PN kóddal repülő légitársaságnak sem volt.

## Történelmi áttekintés

### A kezdetek
A Pan American Airways Incorporated céget Henry H. „Hap” Arnold őrnagy, első világháborús veterán és a második világháborús amerikai légierő parancsnoka alapította 1927. március 14-én. Az akkor még fantomcégként működő vállalkozás megnyerte kubai postaszállítási szerződést, ám nem rendelkezett semmiféle kézzel fogható vagyonnal a szolgáltatás beindításához. 1927. június 2-án Juan Trippe a jó politikai kapcsolatokkal rendelkező William A. Rockefellerrel, Cornelis Vanderbilt Whitney-vel és másokkal együtt megalapította az Aviation Corporation of Americát. A cég elnöke Whitney lett. Egy 1926-ban John K. Montgomery és Richard B. Bevier által megalapított hidroplántársaság felvásárlásával a cég hozzájutott a fontos havannai leszállási jogokhoz. Az Atlantic, Gulf and Caribbean Airwayst 1927. október 11-én alapította meg Richard Hoyt New York-i befektetői bankár. Ez a három cég 1928. június 23-án egy holding társasággá olvadt össze és felvette az Aviation Corporation of the Americas nevet. Az új vállalat vezérigazgatója Richard Hoyt lett, és mivel Trippe és partnerei a törzstőke negyven százalékát birtokolták, az elnök Whitey lett. Trippe a holding operatív vállalatának, a Pan American Airways Incorporated-nek lett az ügyvezető igazgatója.
Az amerikai kormány az eredeti Pan Am postaszállítási szerződését minimális ellenkezéssel hagyta jóvá, mivel attól félt, hogy a német tulajdonú kolumbiai SCADTA monopolhelyzetbe kerülhet a USA és Latin-Amerika közötti postavonalakon, amennyiben más cég nem vesz részt a tenderen. Az amerikai kormány tovább segítette a Pan Amet azáltal, hogy elszigetelte a belföldi konkurenciától és úgy tekintett a cégre, mint az USA külföldi útvonalainak „kiválasztott kiszolgálójára”. A légitársaság a külföldi postavonalakon élvezett kvázi monopóliumának köszönhetően tovább növekedett.

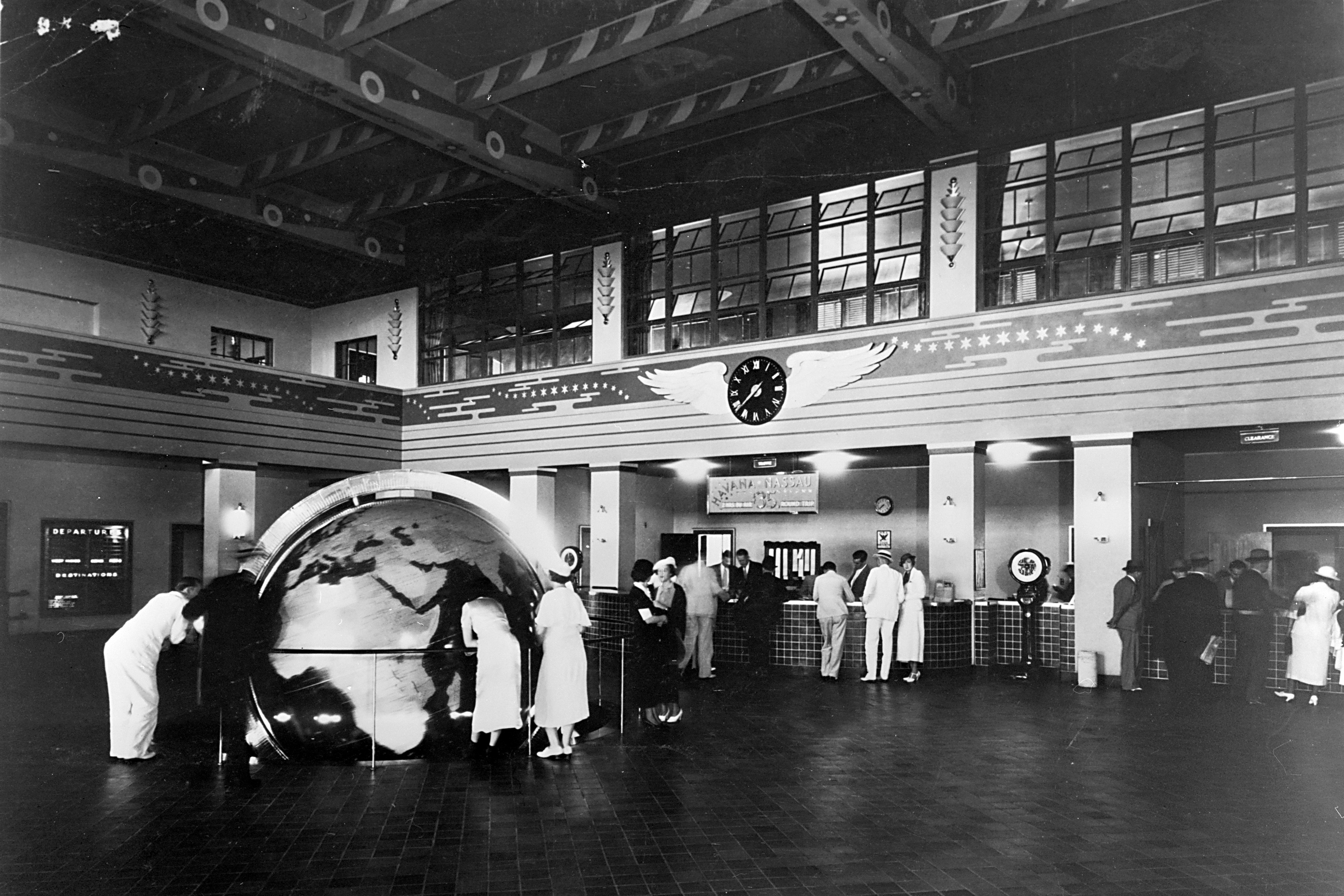
A Pan Am hidroplánterminálja Miamiban
az 1930-as és 1940-es évek során az amerikai kontinens távolsági repüléseinek központja volt.

Trippe és üzlettársai a Pan Am hálózatát egész Közép- és Dél-Amerikára is ki szerették volna terjeszteni. Ezeken a területeken az 1920-as évek vége és az 1930-as évek eleje között számos ingatag lábon álló vagy csődbe is ment légitársaságot vásároltak meg, és sikeresen tárgyaltak postaügyi tisztviselőkkel a helyi kormányok légiposta-szerződéseinek elnyeréséről. 1929 szeptemberében Trippe Charles Lindberghgel járta Latin-Amerikát, hogy ott több országban is leszállási jogokról tárgyaljon – többek között Kolumbiában is, a SCADTA hazai pályáján. Az év végére a Pan Am a kontinens nyugati felén egészen Peruig hatolt le. A következő évben a Pan Am megvásárolta a New York, Rio and Buenos Aires Line légitársaságot, és így a keleti parton is egészen az argentínai Buenos Airesig jutott hidroplán-útvonalakhoz.
1929-ben a Pan Am holdingtársasága, az Aviation Corporation of the Americas a New York-i tőzsde egyik legkeresettebb értékpapírja volt. Egy-egy új útvonal megnyitását jelentős spekulációs hullámok követték. Egyetlenegy márciusi napon a részvény értéke 50%-ot emelkedett. Trippe-nek és társainak egy alkalommal vissza kellett vernie a United Aircraft and Transport Corporation ellenséges felvásárlási kísérletét. Az UATC akkor anyavállalata volt a mai Boeing, Pratt & Whitney és United Airlines cégeknek.

### A Clipper-korszak
Miközben a Pan Am a dél-amerikai hálózatát fejlesztette az európai terjeszkedést sem hagyta figyelmen kívül. 1937-ben a norvég DNL légitársasággal megegyezett egy transzatlanti járat együttműködésben való üzemeltetetéséről. A megállapodás szerint a Pan Am a New York – Izland szakaszt látta volna el. Reykjavíkból az utasokat a DNL Sikorsky S–43-asai szállították volna tovább a norvégiai Bergenbe. Ezzel az ötlettel később felhagytak, amikor a Pan Am meggondolta magát és inkább Nagy-Britanniával és Franciaországgal kívánta beindítani a transzatlanti járatokat. A brit Imperial Airways égett a vágytól, hogy együttműködjön a Pan Ammel, ám a franciák már közel sem voltak ennyire lelkesek. Az Aéropostale ugyanis szintén jelentős szerepet játszott Latin-Amerikában és egyes útvonalakon a Pan Am konkurenciája is volt. Végső soron azonban a Pan Am mindkét társasággal megegyezett és a virginiai Norfolkból a Bermuda-szigeteken és az Azori-szigeteken át, Sikorsky S–40-es hidroplánokkal megnyitotta a transzatlanti útvonalat. A társaság emellett egy Boston és Halifax közötti légiposta szerződést is megszerzett.

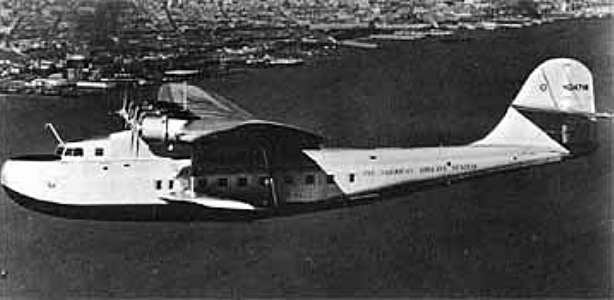
1935. november 22-én egy Martin 130-as China Clipper nyitotta meg az első Csendes-óceánon átívelő légiposta szolgáltatást.

1930-ban a Pan Am egy szárazföldi repülőjáratot szeretett volna Alaszka illetve Japán és Kína között megnyitni. Lindbergh egy felmérő repülést végzett, ám a Szovjetunió és Japán közötti feszült politikai viszony miatt az útvonal életképtelennek bizonyult. Trippe ezután egy San Francisco – Honolulu útvonal megnyitása mellett döntött, ahonnan a létező gőzhajó-vonalakat követve Hongkongba majd Aucklandba repült volna tovább. Miután 1934-ben biztosította a pearl harbori, midwayi, wake-szigeti, guami és Subic-öböl-beli leszállási jogokat, a Pan Am 1935 márciusában félmillió dollár értékű alkatrészt és berendezést szállított nyugatra. Az első felderítő Sikorksy S–42 áprilisból indult Honoluluból. Az év későbbi részében a társaság elnyerte a San Francisco-Kanton légiposta útvonalat, amelyen november 22-én, hatalmas médiafelhajtás közepette, egy Martin M–130-assal beindította az első kereskedelmi járatot is. Később a Csendes-óceáni járatokon Boeing 314-esekkel repültek. Kínában az utasok átszállhattak a szintén Pan Am által üzemeltetett China National Aviation Corporation hálózatára. 1939-től a transzatlanti járatokon is Boeing 314-eseket kezdtek el használni.
A repülőgépek “Clipper” neve utal a XIX. század gyors klipper vitorláshajóira. A Clipper volt az egyetlen interkontinentális utazásra alkalmas amerikai géptípus. Hogy a repülők minél jobban fel tudják venni a versenyt az óceánjáró hajókkal, a Pan Am első osztálybeli kényelmet ajánlott ezeken az útvonalakon és ünnepélyesebb lett a hajózó személyzet is. A bőrdzsekis, selyemsálas légipostás pilóták helyett a Clipperek tengerésztiszt-vágású egyenruhát hordtak és a repülőre szállás is egy kisebb szertartással járt. A második világháború során a legtöbb Clippert katonai szállítási feladatokra bérelték ki, és a Pan Am hajózó személyzete szerződéses alapon üzemeltette a gépeket. Ekkor tűzött ki a Pan Am újabb útvonalakat Nyugat- és Közép-Afrika illetve Irán között. 1942-ben a Pan Am elsőként üzemeltetett egy föld körüli útvonalat. Szintén elsőként mondhatta magáénak azt a tiszteletet, hogy egy amerikai elnök repülőn utazzon külföldre: Franklin D. Roosevelt a Dixie Clipper-en. Ugyanekkor volt a Star Trek későbbi alkotója, Gene Roddenberry Clipper-pilóta, aki később, 1947. június 19-én Szíriában a Clipper Eclipse-szel lezuhant.

### A háború után

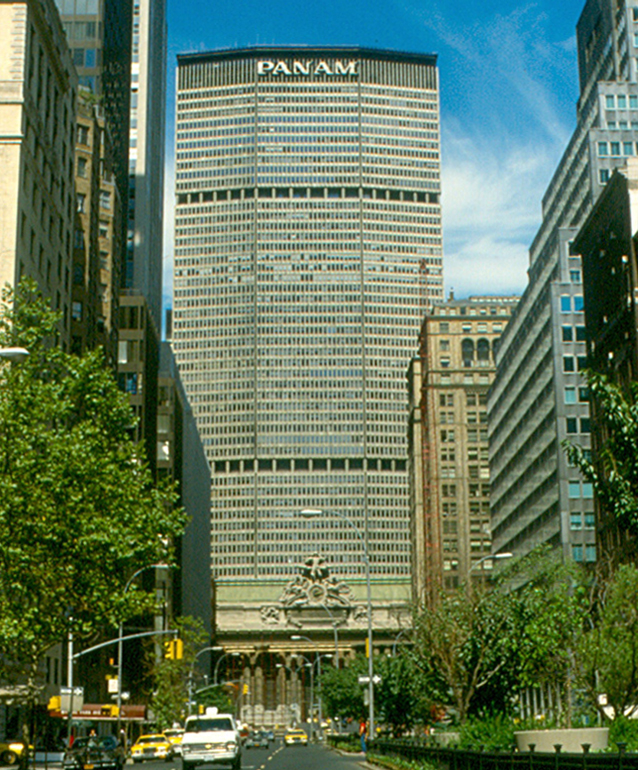
A New York-i Pan Am Building (ma MetLife Building) az 1980-as években. Az épület a Pan Am igazgatóságának volt a székhelye.

A második világháború után a Pan Am flottáját hamar lecserélték gyorsabb gépekre, mint amilyen a Boeing 377, a Douglas DC-6 és a Lockheed Constellation volt. Bár a Pan Am intenzíven lobbizott annak érdekében, hogy továbbra is az ország nemzetközi légitársasága lehessen, hamarosan elveszítette ezt a pozíciót. Először az American Overseas Airways tört a Pan Am nimbuszaira, majd később több légitársaság is versenybe szállt – a Trans World Airlines (TWA) Európába, a Braniff International Airways Dél-Amerikába és a Northwest Orient (későbbi Northwest Airlines) a Távol-Keleten. 1950-ben, nem sokkal azután, hogy a cég bevezette a “turista osztály” kategóriáját és beindította a föld-körüli szolgáltatását, a Pan American Airways, Inc.-t átnevezték Pan American World Airways, Inc.-re.
Szinte negyven éven át a Pan Am 001-es járata uralta a nyugat felé tartó föld körüli járatok piacát. A járat San Franciscóból indult és érkezett, Honolulu, Tokió, Hongkong, Bangkok, Delhi, Bejrút, Isztambul, Frankfurt, London és végül New York érintésével. A körút 46 óráig tartott.
Az egyre több útvonalán megjelenő konkurencia miatt a Pan Am repüléstechnikai innovációkba kezdett el befektetni – ilyen volt a sugárhajtómű és a széles törzsű repülőgépcsalád. A Pan Am egyaránt vásárolt DC-8-as és Boeing 707-es gépeket. Ez utóbbit a Boeing a Pan Am nyomására soronként öt egymás melletti székről hatra építette át. A légitársaság 1958. október 26-án a Clipper America névre keresztelt Boeing 707-essel New York és Párizs között megnyitotta az első sugárhajtású transzatlanti járatot. Szintén a Pan Am volt az első Boeing 747-es üzemeltető, amelyekből már 1966 áprilisában 25 darabot rendelt meg. Az első menetrend szerinti Boeing 747-es utat 1970-ben nyitotta meg. A légitársaság egyike volt annak a három első vállalatnak, amelyek opciót nyitottak a Concorde-ra. A British Overseas Airways Corporation és az Air France kivételével azonban senki sem vásárolt ebből a hangsebesség feletti utasszállítóból. A Pan Am szintén potenciális vevője volt a Boeing 2707-es amerikai szuperszonikus gépnek, ám ez a repülő végül soha sem látta meg a napvilágot.
Az 1950-es években a Pan Am profilbővítést hajtott végre. Az új szegmensek között szerepelt a szállodaipar (Intercontiental Hotel lánc) és egy kisméretű sugárhajtású utasszállító, a Falcon, amelyet később a Dassault vett meg. A légitársaság emellett rakétakísérleti telepet nyitott az Atlanti-óceán déli része felett és Nevadában egy atommeghajtású hajtóművel kísérletező intézetet is üzemeltetett.

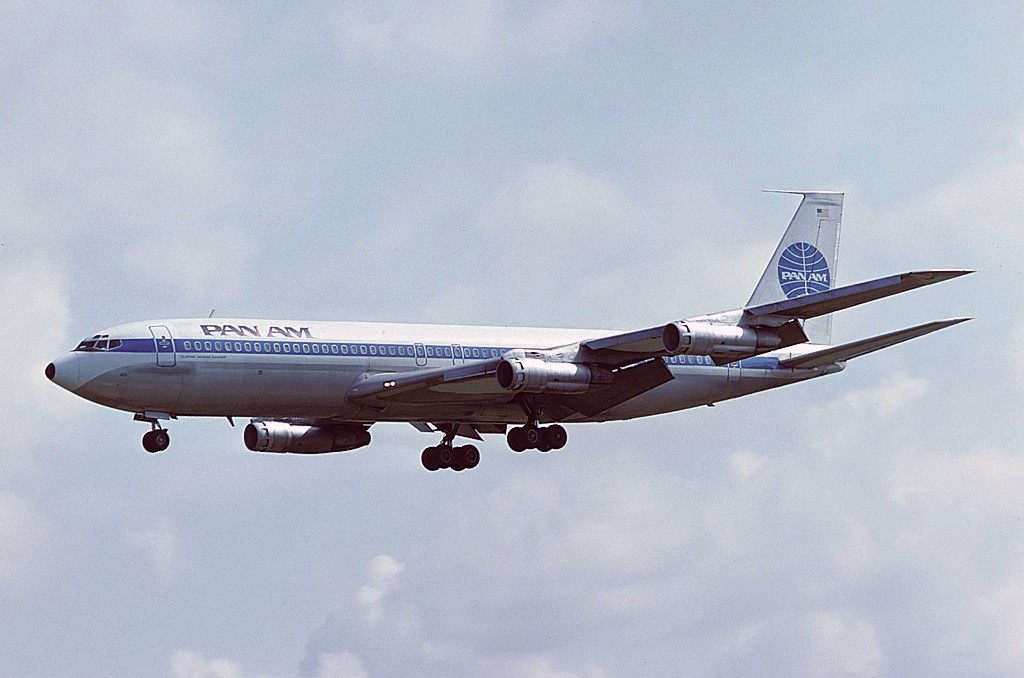
Egy Pan Am Boeing 707-es. A légitársaság ezzel a géppel 1958-ban megnyitotta az első sugárhajtású transzatlanti járatát, és ezzel Amerika számára elhozta a sugárhajtású gépek korát.

A növekvő légiforgalom miatt a Pan Am 1962-ben megbízta az IBM-et, hogy építse meg a PANAMAC-ot. Ez a hatalmas számítógép szálloda és repülőgép helyfoglalással foglalkozott. Rengeteg adatot tárolt városokról, országokról, repülőgépekről, repülőterekről, szállodákról és éttermekről. A számítógép a Manhattanben épülő Pan Am Building egész negyedik emeletét foglalta el. Maga az épület hosszú ideig a világ legnagyobb irodaépületének számított.
A PanAm a New York-i John F. Kennedy repülőtéren megépítette a Worldportot, amely több éven át a világ legnagyobb terminálja volt. Az jellegzetes, ellipszis formájú, 16,000 m²-es tetőt 32 pár acéloszlop és kábel függesztette fel. A terminált úgy tervezték, hogy az utasok a részben a tető alá beállt gép orra mellé tolt lépcsőkön esős időben is megázás nélkül tudjanak közlekedni. Az utashíd bevezetésével ez a tulajdonság értelmét veszítette. A terminált ma 3-as terminálnak hívják és az (egykori) MALÉV New York-i járata is ide érkezett. Az épületet az 1990-es évek elején majdnem lebontották, de az új tulajdonos Delta Air Lines végül a felújítás mellett döntött.
A csúcson a Pan Am az Antarktisz kivételével minden egyes kontinensre repült. Az útvonalainak nagy része New York és Európa illetve Dél-Amerika., valamint Miami és a Karib-térség között üzemelt. 1964-től a légitársaság helikopterutakat is üzemeltetett a New York-i repülőterek valamint Manhattan között. A DC-8, a Boeing 707 és 747-es mellett a Pan Am flottájába tartozott a Boeing 720, az ezt lecserélő 727, a 737 és a megállás nélküli New York – Tokió utat lehetővé tevő 747SP. A Boeing gépek mellett a légitársaság még Lockheed L-1011 TriStar és DC-10-es, valamint Airbus A300-as és A310-es repülőket is üzemeltetett.
A légitársaság emellett több jelentős humanitárius repülésben is részt vett. A Pan Am heti 650 járatot üzemeltetett az NSZK és Nyugat-Berlin között, először DC-6-osokkal, majd 1966-tól Boeing 727-esekkel. A Pan Am emellett a vietnámi háború katonáit is szállította pihenésre, messze a harcmezőktől Hongkongba, Tokióba és több más ázsiai városba.

### A szárnyaszegett cég
Az 1973-ban kirobbant olajválság jelentős kihatással volt a Pan Am üzemeltetési költségeire. A magas üzemanyagárak mellett alacsony volt a légiutak iránti kereslet és a nemzetközi vonalakon megjelent túlkínálat egyrészt a Pan Am utasainak számát, másrészt a cég nyereségességét is csökkentette (lásd: Csendes-óceáni útvonalak pere). A többi nagyméretű légitársasághoz hasonlóan a Pan Am is nagyméretű Boeing 747 flottát állított fel, mivel arra számított, hogy a repülés iránti kereslet tovább növekedik, ám ez nem így lett.
Versenyképessége megőrzése érdekében a Pan Am az amerikai belföldi piac felé kezdett el kacsingatni. Bár a légitársaság több alkalommal is sikertelenül pályázott belföldi utakra, a szövetségi kormány által 1978-ban meghozott légiforgalmi liberalizációs törvénye 1979-ben lehetőséget adott a Pan Amnak a belföldi forgalomban való részvételre. A piacok megnyitása azonban inkább ártott, mint használt a társaságnak, mivel Juan Trippe a nemzetközi útvonalakra koncentrált és ezért belföldi útvonalakat nem is alakítottak ki. Másrészt a liberalizációt követően a nemzetközi utakon több belföldi légitársaság is versenybe szállt a Pan Ammal.
William Seawell vezetése alatt a Pan Am egyik napról a másikra belföldi hálózathoz jutott, miután 1980-ban felvásárolta a National Airlinest. A cégért folytatott licitálási verseny végén azonban a Pan Am sokkal többet fizetett a légitársaságért, mint amennyit az ténylegesen ért. Az így bővült cég további veszteségeket termelt, mivel a National sokban különbözött a Pan Amtól. A gépek alkatrészei nem voltak csereszabatosak: a Pan Am Rolls-Royce hajtóművekkel felszerelt L-1011-esekkel repült, míg a Nationalnak General Electric hajtóműves DC-10-esei voltak. Az útvonalhálózatok sem illettek egymáshoz, mivel a National Floridára koncentrált. Végül pedig a két cég nagyon eltérő vállalati filozófiát vallott.
Seawell a Pan Am vagyontárgyainak értékesítésével próbálta meg menteni a légitársaságot – a Pan Am épületet 1981-ben eladta a MetLife életbiztosítónak, majd 1985-ben a cég egész csendes-óceáni hálózatát a United Airlinesnak. Az eladásokból fennmaradó pénzt új gépekbe, például Airbus A310-esekbe és A320-asokba fektette, bár az utóbbiakat már le sem szállították. A légitársaság ingajáratot indított Boston, New York és Washington között. Mindezek ellenére a cég továbbra is veszteséges maradt és az alacsony színvonalú szolgáltatás miatt is kritikák érték.
Mivel a Pan Am az USA egyik jelképévé vált, a terroristák is felfigyeltek rá. A légitársaság 1986-ban egy Alert Management System névre keresztelt biztonsági rendszert vezetett be, egyrészt azért, hogy az utasokat megnyugtassa a repülés biztonságáról, másrészt a cégnél ténylegesen található biztonsági rések orvoslására. Az új rendszer azonban vajmi kis mértékben javított a biztonsági helyzeten. Üzemeltetésével kapcsolatos pénzügyi aggályok miatt a társaság minimális mértékűre csökkentette a biztonsági ellenőrzéseket, mivel ezekkel nem kívánta az utasok nyugalmát megzavarni és további veszteségeket felhalmozni. Az amerikai légügyi hatóság, az FAA 1988 decemberében 19 alkalommal bírságolta meg a Pan Amot biztonsági hiányosságok miatt – ebben a hónapban az FAA összesen 29 légitársaságot büntetett meg 236 alkalommal.
1988. december 21-én, a skóciai Lockerbie fölött felrobbant a Pan Am 103-as járata, fedélzetén 259 emberrel, köztük egy váci magyar családdal. A kis skót falura zuhanó Boeing 747-es további 11 embert ölt meg. Mint később kiderült, a katasztrófát a raktérben elrejtett, időzítőszerkezettel ellátott semtexbomba okozta.
A katasztrófa után a légitársaság széthullott. Több utas nem akart helyet foglalni a Pan Am járataira, mert a társaságot veszélyesnek tartották. A lockerbie-i tragédia több, mint száz áldozatának családja egy 300 millió dolláros pert indított a légitársaság ellen. Bár a cég hat amerikai kormányszervezettől (CIA, DEA, State Department) bizonyítékként beszerezte a katasztrófával kapcsolatos dokumentumokat, amelyekből kiderült, hogy az amerikai kormány tudott a fenyegetésről és erről a légitársaságot nem tájékoztatta, a családok szerint a Pan Am csupán másra akarta hárítani a saját felelősségét.
A Pan Am 1991 januárjában csődöt jelentett. 1991 márciusában a légitársaság kénytelen volt a United Airlinesnak eladni a londoni Heathrow repülőtéren leszálló útvonalait, amely kétségkívül a Pan Am legjelentősebb nemzetközi célállomásának számított. Ezután a Pan Amnak már csak két London–Gatwick repülőtérre leszálló londoni járata maradt. A cég maradék, még jövedelmező részeit a Delta Air Lines vásárolta fel, így többek között az összes többi európai útvonalat és a New York-i JFK repülőtéren található Pan Am Worldport terminált. Az eladásnak és a Delta folytonos tőkeinjekcióinak köszönhetően a Pan Am ismét némi pénzhez jutott, amelyből a már lényegesen kisebb cég főleg a Karib-térségre és Latin Amerikára koncentrált. Ezalatt az idő alatt azonban a Pan Am továbbra is veszteséges maradt, majd 1991. december 4-én, a Delta támogatásának megvonásával, az összes járatát beszüntette. A légitársaság utolsó, 436-os járata a barbadosi Bridgetownból repült Miamiba. A gép neve Clipper Goodwill volt (ez az N368PA lajstromjelű Boeing 727–221 volt). A Pan Am csomópontján a United Airlines és az American Airlines osztozott Miamiben. Az előbbi kapta az útvonalak nagy részét, az utóbbi pedig a terminál nagyobb területét.
A Pan Am a lockerbie-i katasztrófa miatt 2006 végén Líbiától még kapott egy 30 millió dolláros kártérítést. A légitársaság a katasztrófát követő csődje miatt polgári pert indított a líbiai állam ellen, amelyet sikeresen meg is nyert. A kártérítést a Pan Am hitelezői kártalanítására fordítja, azonban minden 100 dollár tartozásért csak 5-6 dollár kifizetésére képes. E kártérítéssel a Pan Am csődeljárása véget is ér  . A Pan Am eredetileg 4,5 milliárd dolláros kártérítési igénnyel lépett fel a légitársaságot ért géphiány és üzleti veszteség ellensúlyozásaként. A Pan Am csődeljárási biztosa az utolsó kártérítési csekkeket a 2006. december 18-ával kezdő héten adta postára.

## Fordítás
- Ez a szócikk részben vagy egészben  a   Pan American World Airways című angol Wikipédia-szócikk fordításán alapul.  Az eredeti cikk szerkesztőit annak laptörténete sorolja fel. Ez a jelzés csupán a megfogalmazás eredetét és a szerzői jogokat jelzi, nem szolgál a cikkben szereplő információk forrásmegjelöléseként.

## Külső hivatkozások
- Pan Am Clipper Names 1934-1991 – panam.org